# Franco Aureliani
Franco Aureliani est un scénariste de bande dessinée américain. En 2008, il lance avec le dessinateur Art Baltazar la bande dessinée pour enfants Tiny Titans (2008-2012) chez DC Comics. Il travaille depuis pour cet éditeur, aussi bien sur des séries pour enfants que sur des séries tous publics.

## Prix et récompenses
- 2009 : Prix Eisner de la meilleure publication pour enfants pour Tiny Titans (avec Art Baltazar)
- 2011 : Prix Eisner de la meilleure publication pour enfants pour Tiny Titans (avec Art Baltazar)
- 2011 : Prix Harvey de la meilleure publication graphique originale pour jeunes lecteurs pour Tiny Titans (avec Art Baltazar)
- 2014 : Prix Eisner de la meilleure publication pour petits lecteurs pour Itty Bitty Hellboy (avec Art Baltazar)